# تومي أور
توماس مايكل أور (بالإنجليزية: Thomas Michael Oar)‏ (ولد في 10 ديسمبر 1991 في ساوثبورت) لاعب كرة قدم دولي أسترالي يلعب حاليا لصالح نادي أوترخت في مركز الجناح منذ 2010.

## روابط خارجية
- تومي أور على موقع الاتحاد الدولي (مؤرشف)  (الإنجليزية)
- تومي أور على موقع الاتحاد الأوربي (الإنجليزية)
- تومي أور على موقع إي إس بي إن إف سي (الإنجليزية)
- تومي أور على موقع قاعدة بيانات كرة القدم.إي يو (الإنجليزية)
- تومي أور على موقع ناشيونال فوتبول تيمز (الإنجليزية)
- تومي أور على موقع Soccerbase.com (لاعب) (الإنجليزية)
- تومي أور على موقع Soccerway.com (الإنجليزية)
- تومي أور على موقع عالم كرة القدم.نت (الإنجليزية)
- تومي أور على موقع AS.com (الإسبانية)